# Cometa Swift-Tuttle
El cometa Swift-Tuttle (formalment 109P/Swift-Tuttle) és un gros cometa periòdic amb un període orbital el 1995 (osculatriu) de 133 anys que es troba en ressonància orbital 1:11 amb Júpiter. Entra a la definició clàssica de cometa de tipus Halley, els quals tenen un període orbital d'entre 20 i 200 anys. Fou descobert independentment per Lewis Swift el 16 de juliol de 1862 i per Horace Parnell Tuttle el 19 de juliol del mateix any.
Té un nucli de 26 km de diàmetre. És el cos progenitor de la pluja de meteors dels Perseids, segurament la pluja de meteors més coneguda.
El cometa aparegué de nou el 1992, quan fou redescobert per l'astrònom japonès Tsuruhiko Kiuichi i fou visible amb prismàtics. Fou observat per darrer cop l'abril de 1995 quan es trobava a 8,6 ua (1.300 milions de km) del Sol. El 2126 es veurà a ull nu amb una magnitud aparent de 0,7.
Càlculs recents han desmentit que el cometa pugui impactar contra la Terra l'any 2126, com es creia, i comproven que no existeix perill de col·lisió imminent. Segons un article de la revista New Scientist, el cometa és en una òrbita que probablement el durà a col·lidir amb la Terra o la Lluna, tot i que, en cas de tenir lloc, la col·lisió no esdevindria durant aquest mil·lenni.